# Спадкова монархія
Спадкова монархія — тип монархії, найпоширеніший у наш час, коли престол передається в рамках однієї династії автоматично згідно з порядком престолонаслідування.
Також в деяких виборних монархіях правитель призначає свого наступника або останній обирається членами сім'ї з її складу, що значною мірою можна вважати спадковою монархією. Крім цього, існуючий в Середні віки в деяких європейських країнах, зокрема Франції і державах Скандинавії, порядок, при якому спадкоємцем обирався після смерті монарха або за його життя його офіційний спадкоємець, також можна вважати елементом спадкової монархії.
В даний час до спадкових монархій належить більшість монархій світу, у тому числі Велика Британія, країни Співдружності і всі європейські монархії, крім Андорри і Ватикану, хоча в Саудівській Аравії та Свазіленді престолонаслідник фактично обирається з членів династії на сімейній раді, що дозволяє віднести і ці монархії до спадкових.